# Sint-Willibrorduskerk ('s-Heerenhoek)
De Sint-Willibrorduskerk was een rooms-katholieke kerk aan de Deken Holtkampstraat 9 in 's-Heerenhoek.
Op deze plaats stond sinds 1797 een schuurkerk. De huidige kerk werd tussen 1873 en 1874 gebouwd. De kosten bedroegen fl. 106.181,88,-. Architect Theo Asseler ontwierp een driebeukige kruiskerk in neogotische stijl, met aan de voorzijde een hoge toren met drie geledingen en spits. Op 3 april 1873 werd de eerste steen gelegd en op 20 augustus 1874 werd de kerk door de Haarlemse bisschop G.P. Wilmer ingewijd.
Een van de kerkklokken werd in 1620 gemaakt, de andere klok is modern. In de kerk staan nog de neogotische altaren en koorramen uit de bouwtijd. Het orgel werd in 1907 gebouwd door de firma B. Pels.
Zowel het kerkgebouw als het orgel zijn een rijksmonument. De kerk werd tot 2023 heden gebruikt door de Pater Damiaanparochie, waar de Sint-Willibrordusparochie in was opgegaan. Wegens teruglopend kerkbezoek is de kerk op 5 november 2023 gesloten.

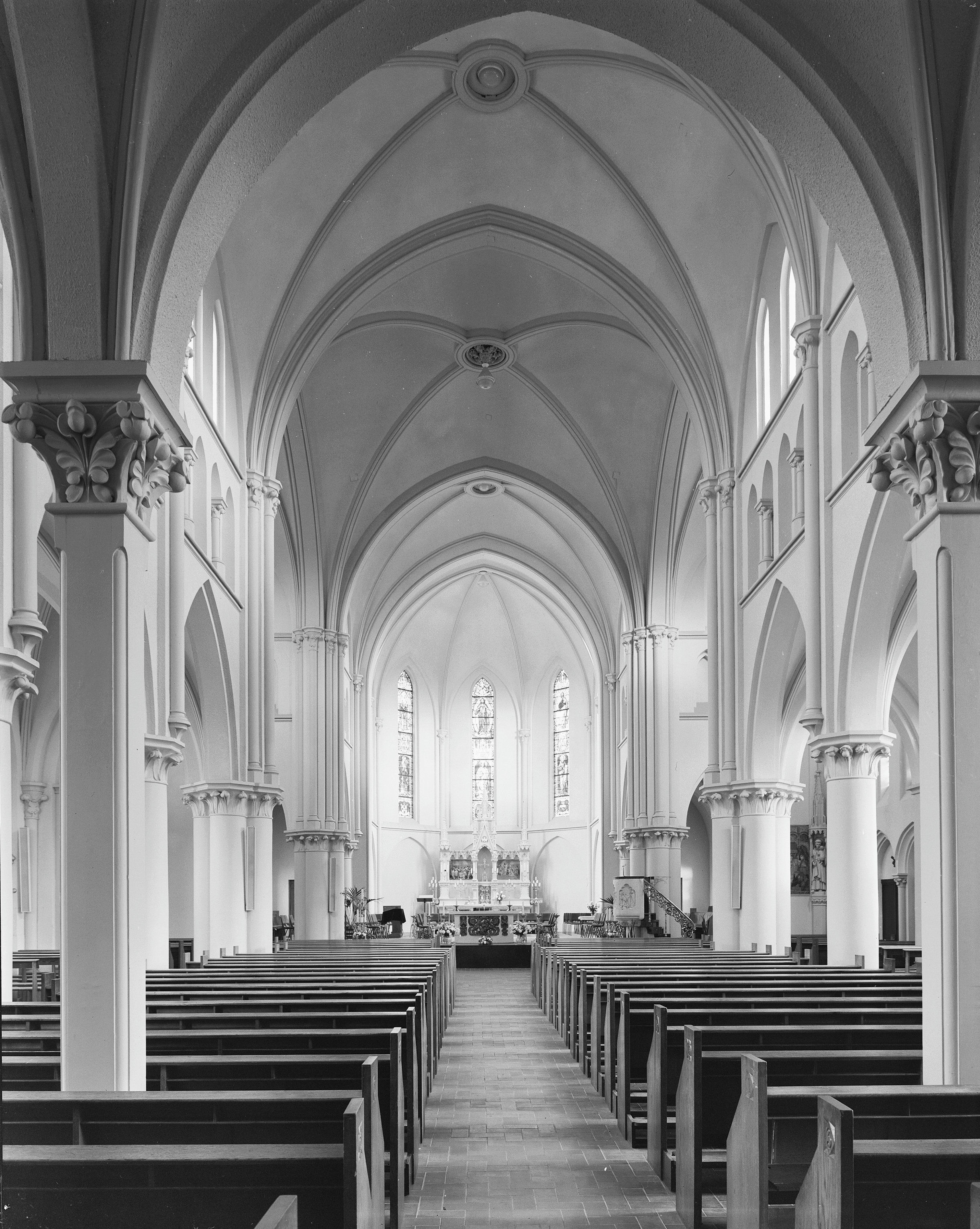
Interieur naar het altaar (1972)
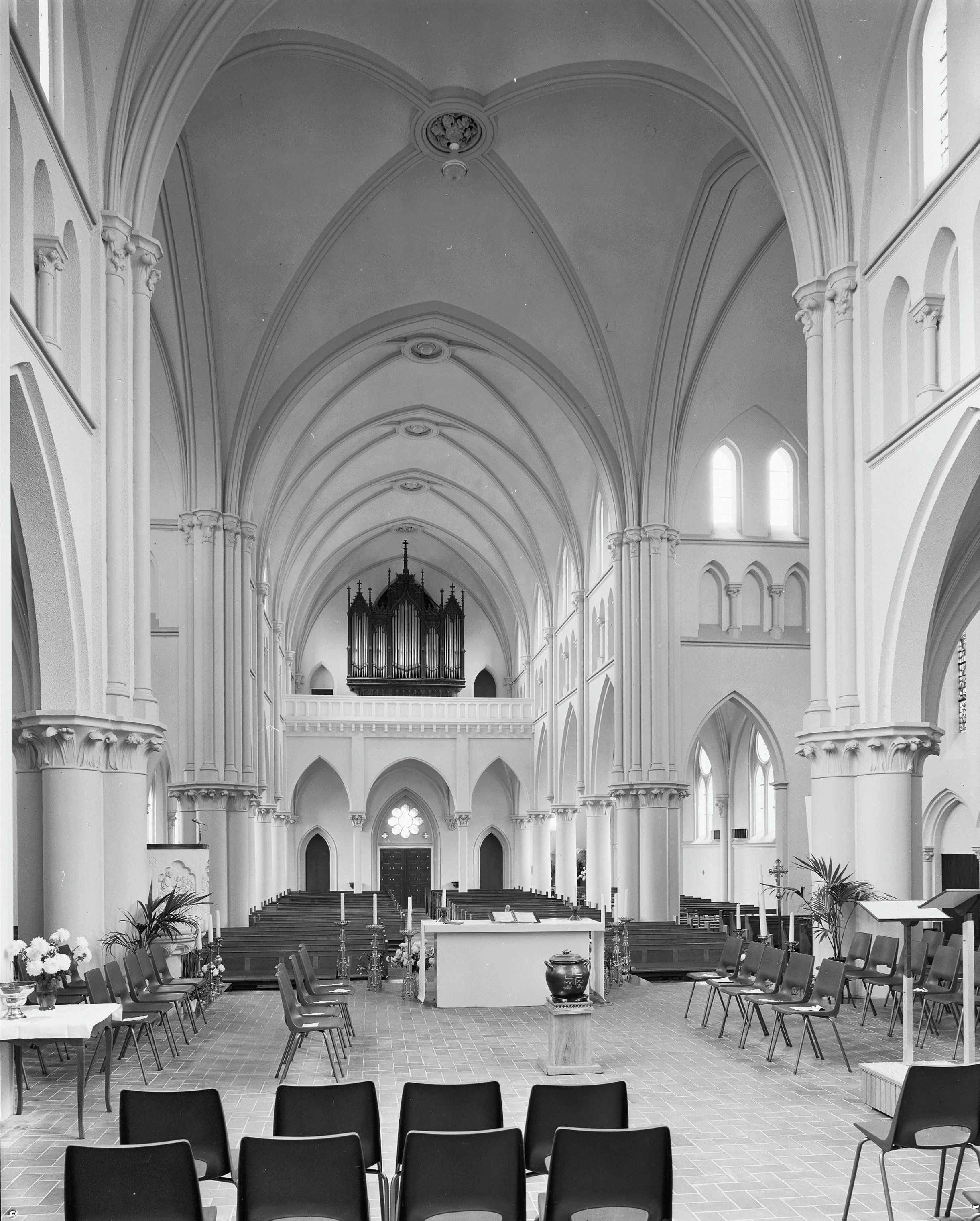
Interieur vanaf het altaar (1972)